# Рощин, Евгений Евгеньевич
Евгений Евгеньевич Рощин (28 мая 1962, Усть-Каменогорск) — советский и белорусский хоккеист. Выступал за сборную Белоруссии.

## Биография

### Клубная карьера
Воспитанник усть-каменогорского хоккея, тренер — Владимир Гольц.
На взрослом уровне начал выступать в сезоне 1979/80 в составе минского «Динамо». Провёл в команде шесть сезонов, сыграв более 250 матчей, в основном в первой лиге. В высшей лиге в составе минчан отыграл один сезон (1980/81), сыграв 36 матчей и набрав 6 (4+2) очков.
В 1985 году перешёл в киевский «Сокол», в его составе провёл четыре сезона в высшей лиге, сыграв 132 матча и набрав 33 очка (20+13). В сезоне 1988/89 также выступал в первой лиге за ШВСМ (Киев).
В ходе сезона 1988/89 вернулся в Белоруссию, играл за гродненский «Неман» / «Прогресс-ШВСМ» во второй и первой лигах.
С сезона 1989/90 выступал за рубежом. Играл в чемпионате Польши за клубы «Краковия» и «ГКС Тыхы» (под руководством тренера Ивана Кривоносова), в чемпионате Словакии за «Зволен» и в чемпионате Испании за «Хаку». В Испании также работал тренером и хоккейным судьёй.

### Карьера в сборной
В составе юниорской (U18) сборной СССР стал победителем первенства Европы среди юниоров 1979/80. В составе молодёжной (U20) сборной участвовал в первенстве мира 1981/82, где команда СССР осталась четвёртой.
В 1996—1998 годах выступал за сборную Белоруссии, участник чемпионата мира 1997 года и Олимпиады-1998. Всего за сборную провёл 22 матча, набрал 23 (11+12) очков. Был капитаном команды в неофициальных матчах.

### Личная жизнь
Сын Алексей (род. 1985) тоже стал хоккеистом, выступал за сборную Испании.